# Gilde Carré

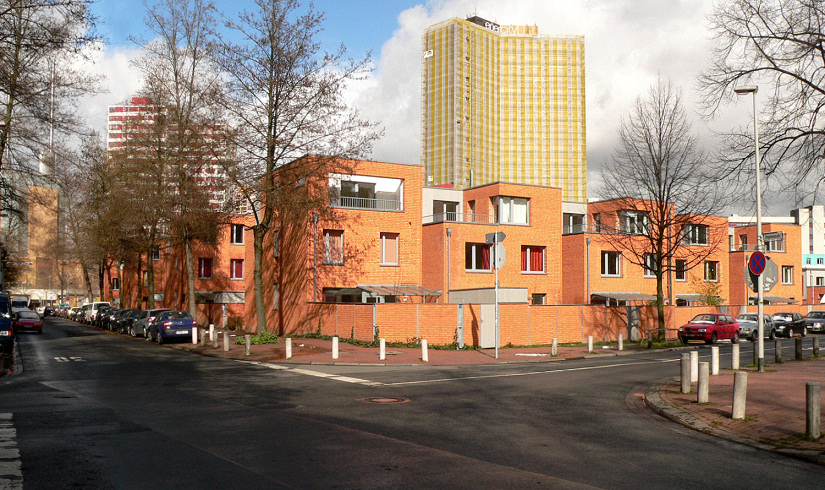
Reihenhäuser des Gilde Carré

Das Gilde Carré ist eine 2003 von der Wohnungsbaugenossenschaft Ostland errichtete Wohnanlage im Stadtteil Linden-Mitte in Hannover. Sie umfasst neben 16 Wohnungen 66 Reihenhäuser.

## Lage

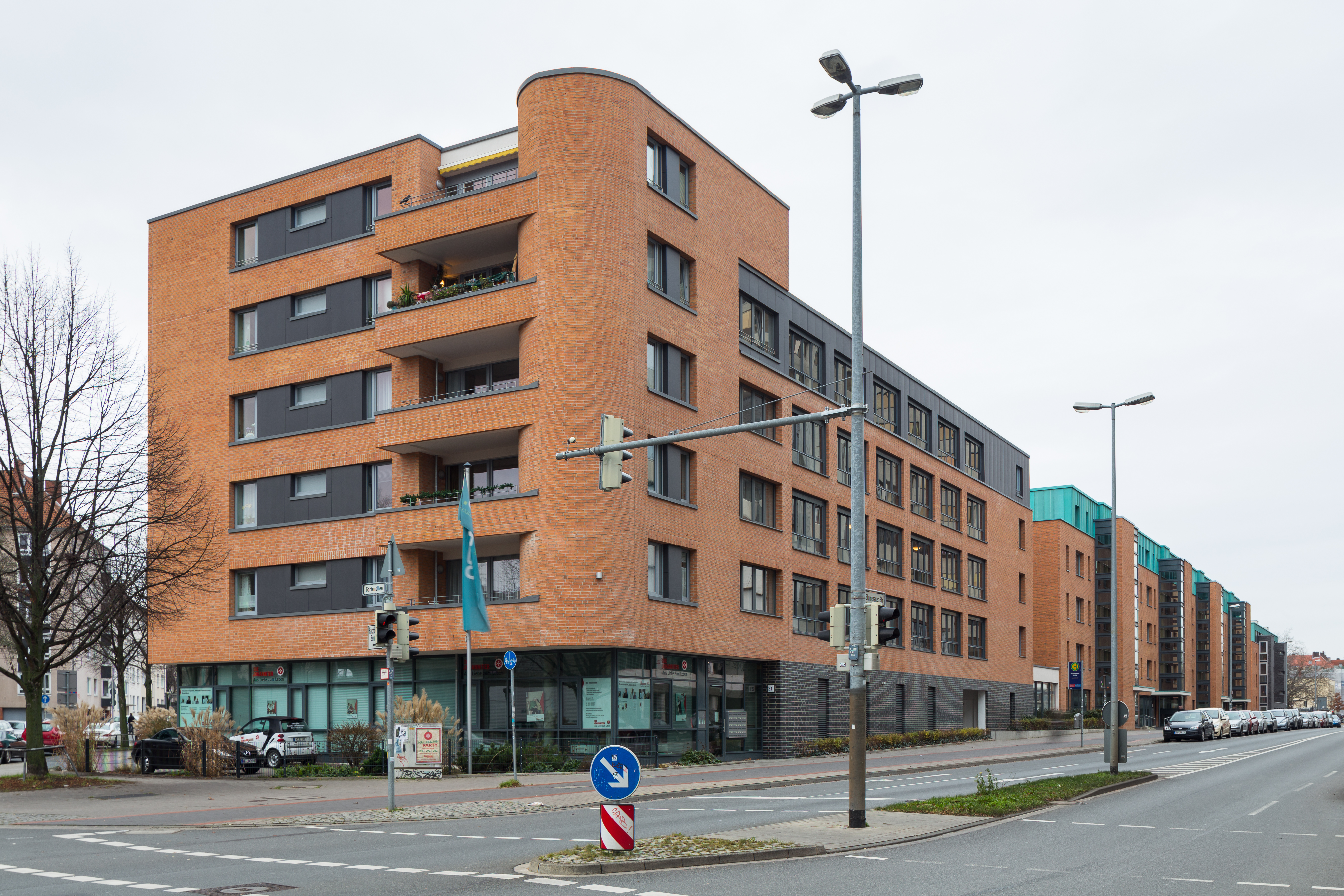
Mehrgeschossige Gebäude des Gilde Carré

Das Gelände des Gilde Carrés liegt zwischen der Blumenauer Straße, der Stephanusstraße sowie der Gartenallee gegenüber dem Ihme-Zentrum im hannoverschen Stadtteil Linden. Die Wohnanlage umfasst des Weiteren den Marianne-Adrian-Weg, Wilma-Conradi-Weg und Elisabeth-Hoffmeier-Weg.

## Entstehung
Nachdem der Betrieb der ehemaligen Lindener Aktien-Brauerei unwirtschaftlich geworden war und 1997 aufgegeben worden war, kam es im Jahr 2000 zum Abriss der Betriebsgebäude. Nach einer Debatte über die anschließende Nutzung der zentralen Fläche erhielt die Wohnungsbaugenossenschaft Ostland 2003 den Zuschlag, auf dem Areal das Gilde Carré zu errichten. Dies ist auf die Initiative der Bezirksratsfrau Gabriele Steingrube zurückzuführen. Die Bauarbeiten begannen 2004 und erste Bezüge waren bereits 2005 möglich.

## Historische Nutzung des Grundstücks

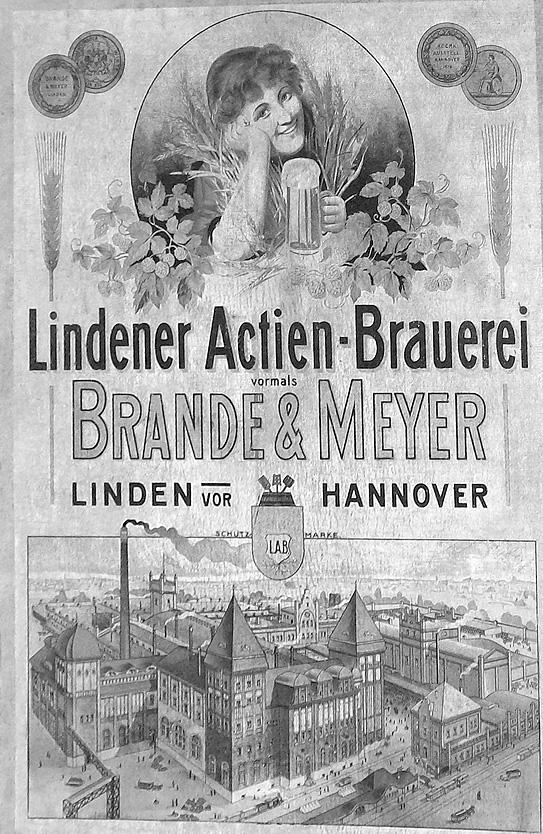
Werbeplakat Lindener Actien-Brauerei, vorm. Brande & Meyer mit einer Vogelschau über die Gebäude um 1900

Der Name der Anlage rührt von der ehemaligen Nutzung der Fläche her, auf der bis zu Beginn der Abrissarbeiten 2000 eine bis 1997 betriebene Brauerei der Gilde Brauerei GmbH bzw. vor ihrer Übernahme der Lindener Aktien-Brauerei stand.

## Zielsetzung
Auf ihrer Website bewirbt die Genossenschaft das Projekt als Beispiel gelungenen genossenschaftlichen Wohnungsbau unter Berücksichtigung der Interessen ihrer Mitglieder sowie unter Einbezug „diverser Ideen [im] moderne[n] Wohnungsbau“. Zur Zielsetzung des Projekts gehört darüber hinaus, neben einem naturverbundenen Wohnen in zentraler Lage mit guter Anbindung an den ÖPNV auch der Vereinsamung und zunehmen Isolation des Einzelnen entgegenzuwirken. So sind etwa Projekte wie Kinderbetreuung durch Senioren Teil des gesamtheitlichen Wohnkonzepts.

## Nutzung
Da die Anlage als generationsübergreifendes Projekt mit sozialer Zielsetzung angelegt ist, dessen Funktion über das Bereitstellen von Wohnraum hinausgehen soll, ist die Nutzung der Fläche überaus vielfältig.

### Reihenhäuser

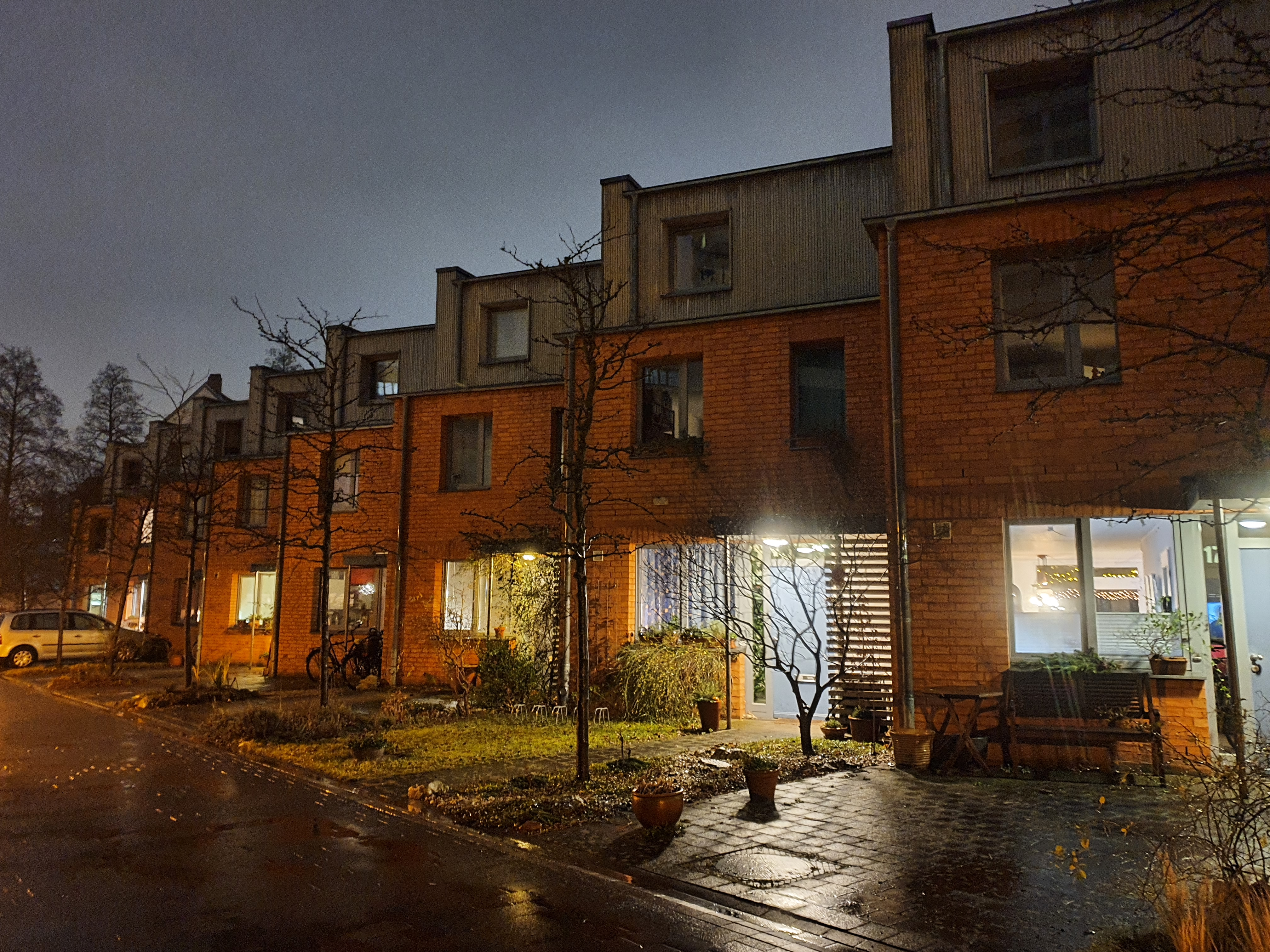
Reihenhäuser im Marianne-Adrian-Weg

Das Gilde Carré beinhaltet 66 Einfamilien-Reihenhäuser, die die Wohnungsbaugenossenschaft Ostland als Stadthäuser bewirbt. Ihre Wohnfläche variiert zwischen 115 und 163 m² und soll besonders auf die Bedürfnisse von Familien angepasst sein. Innerhalb der Reihenhäuser vermietet die Ostland ferner zwei Ferienwohnungen.

### Gemeinschaftliches Wohnen
Im Mehrfamilienhaus an der Blumenauer Straße sind 15 Wohneinheiten untergebracht. Zwar wohnt jeder der Bewohner in einer eigenen Wohnung, dennoch sind in dem Gebäude ebenso Gemeinschaftsräume eingeplant.

### Betreutes Wohnen
In Kooperation mit der Johanniter-Unfall-Hilfe bietet die Ostland Wohnungsbaugenossenschaft im Gilde Carré betreutes Wohnen in 64 Wohneinheiten für Senioren an.

### Weitere Nutzung
Weitere im Gilde Carré angesiedelte Einrichtungen sind:
- Company Kids Energiezwerge des pme familienservices[6][3]
- Johanniter-Unfall-Hilfe[5]
- Hauptverwaltung der Ostland[1][3]